# Zeuxidamos
Zeuxidamos (altgriechisch Ζευξίδαμος Zeuxídamos) war ein mythischer König von Sparta.
Zeuxidamos galt als spartanischer König aus dem Haus der Eurypontiden, Sohn des Archidamos und Vater des Anaxidamos; soll gegen Ende des 8. Jahrhunderts v. Chr. Nachfolger seines Großvaters Theopompos gewesen sein, wird aber nicht bei Herodot genannt, sondern erscheint nur in der bei Pausanias überlieferten Liste spartanischer Könige, in die er wohl erst im 4. Jahrhundert v. Chr. eingefügt wurde.